# ژیری
ژیری (به آلمانی: Sairach) در اسلوونی با جمعیت ۴٬۸۶۸ نفر است.

## نگارخانه

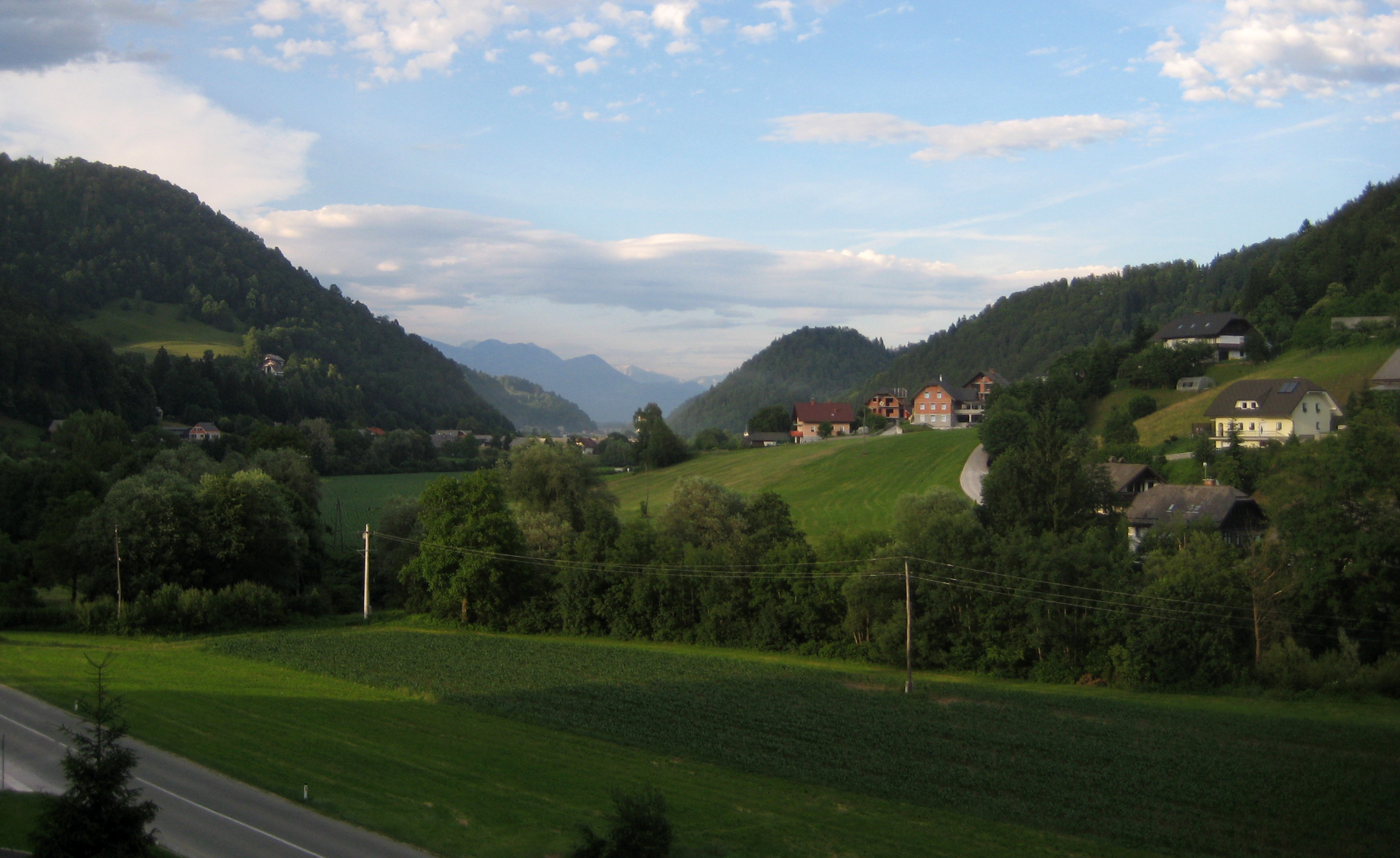